# Barcarolle (Offenbach)
Pour les articles homonymes, voir Barcarolle (homonymie).

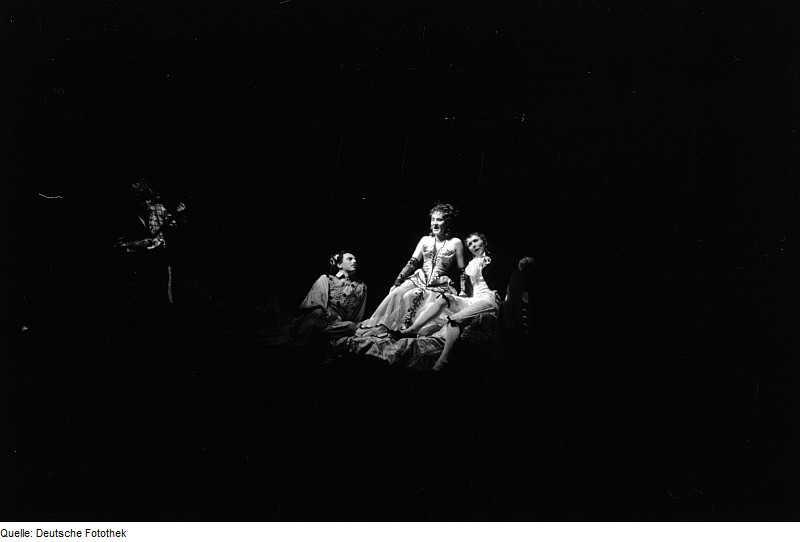
L'acte de Giulietta au Staatsoper de Berlin en 1946.

La Barcarolle (« Belle nuit, ô nuit d'amour ») est un duo pour soprano, mezzo-soprano avec accompagnement de chœur, extrait de l'opéra fantastique de Jules Barbier et Jacques Offenbach Les Contes d'Hoffmann (1881).
Initialement intitulée Chant des Elfes et composée pour Les Fées du Rhin, un opéra fantastique créé en 1864 au Hofoperntheater de Vienne (Autriche) sur un livret en allemand mais qui n'avait pas rencontré le succès, cette barcarolle à 6/8 évoquant le balancement des flots est devenue un des morceaux les plus célèbres d'Offenbach, voire de la musique classique.
Elle ouvre le quatrième acte de l’œuvre, situé à Venise et est interprétée par Giulietta et Nicklausse, qui arrivent en gondole sur le Grand Canal. La mélodie est également reprise à la fin de l'acte dans une version pour chœur seul, alors que Giulietta s'éloigne avec son nouvel amant.
Cette composition a été utilisée de nombreuses fois au cinéma et à la télévision, notamment dans La vie est belle de Roberto Benigni, À la folie... pas du tout de Lætitia Colombani, Minuit à Paris de Woody Allen, Le Grand Bain de Gilles Lellouche ou Les Siffleurs de Corneliu Porumboiu.